# Çandır, Serik
Çandır là một thị trấn thuộc huyện Serik, tỉnh Antalya, Thổ Nhĩ Kỳ. Dân số thời điểm năm 2011 là 2.077 người.